# Karen Doggenweiler
Karen Doggenweiler (Puerto Varas, 27 de agosto de 1969) é uma apresentadora de televisão chilena.